# 2022年4月邯郸市2019冠状病毒病聚集性疫情
2022年4月邯郸市2019冠状病毒病聚集性疫情是指自2022年4月1日起，在中华人民共和国河北省邯郸市及其下辖的鸡泽县爆发的2019冠状病毒病本土聚集性疫情。2022年4月1日6时38分，该县在对集中隔离点例行检测时发现1例新冠病毒核酸检测初筛阳性感染者，系上海返鸡泽县人员，经专家研判确定为无症状感染者。该轮疫情也导致了邯郸市自2020年新冠疫情爆发以来的第一次全市封城。

## 感染者数据
邯郸市每日新增确诊者
  邯郸市每日新增无症状感染者

## 应对措施

### 封城
2022年4月7日，邯郸市疫情防控工作领导小组发布公告，决定自2022年4月8日0时起实行封控，暂定3天。封控区域为邯郸市丛台区、复兴区、邯山区、经济技术开发区所有区域。
2022年4月10日，邯郸市疫情防控工作领导小组再次发布公告，决定自2022年4月11日0时起继续进行封控，依然是暂定3天。封控区域不变。

### 核酸检测
根据防控通告要求，自4月8日0时起，每日早晨6时进行全员核酸检测。
截至4月9日6时，邯郸市主城区（环城高速公路以内）及周边完成第1轮全员核酸检测，本次核酸检测累计采样1814956人次，检出阳性5例，已落实管控措施。主城区将继续实施封控管理，开展新一轮全员核酸检测。
截至4月10日6时，邯郸市主城区（环城高速公路以内）及周边完成第二轮全员核酸检测，本次核酸检测累计采样1814956人次，检出阳性3例，已落实管控措施。主城区将继续实施封控管理，开展下一轮全员核酸检测。
截至4月11日6时，邯郸市主城区（环城高速公路以内）及周边完成第三轮全员核酸检测，本次核酸检测累计采样1815049人次，检出阳性1例，已落实管控措施。根据市疫情防控领导小组办公室通告，主城区将继续实施封控管理，开展下一轮全员核酸检测。

### 交通管控
根据通告要求，自4月8日0时起，邯郸市主城区公交线路、客运班线、出租客运全部暂停运营。邯郸汽车客运总站、邯郸客运中心站暂时闭站停运。邯郸机场近日航班全部取消，邯郸火车站、邯郸高铁东站暂停旅客进站乘车。